# 謝璉 (萬曆進士)
謝璉（1579年—1632年），字君實，湖廣荊州府監利縣人，明朝政治人物。

## 生平
萬曆四十年（1612年）壬子科湖廣鄉試舉人，四十四年（1616年）丙辰科二甲第十九名進士。任兵部郎中，天啟元年（1621年）出為泉州府知府，改汝寧府知府，六年（1626年）任江西副使、分巡湖東，七年（1627年）改廣東副使、分巡惠潮。崇禎三年（1630年）升江西右布政使，四年（1631年）調山東右布政使，八月改任都察院右僉都御史、巡撫遼東，未及赴任，閏十一月孔有德、李九成等發動吳橋兵變，謝璉行至山海關被追回，還朝別用。五年（1632年）正月登州府陷落，謝璉調任都察院右副都御史、巡撫登萊，率軍援助萊州府知府朱萬年調度兵食，被圍而援師不至，七月孔有德假意向山東總督劉宇烈請求招安，劉宇烈攜旨至掖縣城下，命謝璉、朱萬年出城宣旨，兩人被孔有德俘虜，不屈被殺，贈兵部右侍郎，賜祭葬。